# 嵐橋集團
嵐橋集團（英語：Landbridge Group）是一家總部設在中國山東日照市從事房地產、木材貿易、港口物流和石油化工業務的公司，其中物流鏈橫跨太平洋的中國、澳洲與大西洋的美洲巴拿馬。董事長是葉成，执行总裁姚伟新。

## 歷史
1992年葉成以人民幣一萬五千元註冊日後嵐僑集團的第一家公司日照市港口石油公司，業務是單純的油品銷售。1999年港口石油公司改制為港口石油有限公司，並開始與中國石油合作，並開啟日後集團化的多角化經營，公司開始跨足石油提煉、港口物流、國際貿易等業務，2000年嵐僑集團成立日照市盛業木製品有限公司，開始經營木材貿易，成為魯南當地的主要木材進口商之一。2004年在中國國務院的政策推動之下，嵐僑集團取得民營企業建設港口的許可。2013年嵐僑集團董事長葉成以70.8億元人民幣身價登上福布斯中國富豪榜第127位。

## 商業活動
2014年嵐僑集團以2億澳幣收購澳洲上市的最大能源公司西部能源公司。
2015年10月，嵐橋集團以5.06億澳元獲得澳洲北部深水港達爾文港99年的租賃權，這是中國民營企業首次成功租賃使用國外港口的先例，並引發澳洲智庫對嵐橋集團與中國人民解放軍的工程技術兵種鐵道兵相關聯的質疑。因達爾文港附近設有美軍基地，因而引起美國的擔憂。
2016年，嵐橋集團以9億美元收購並建設位於巴拿馬第二大城科隆自由貿易區的瑪格莉特島貨櫃深水港口全球物流中心，2017年6月7日開工典禮六天後中華人民共和國與巴拿馬建交，是中國大陸一帶一路其中一個環節。
2016年曾經協助簽訂澳大利亞與中國大陸之間自由貿易協定的澳大利亞前貿易與投資部部長、一帶一路中澳合作委員會主席安德魯·羅布2月從國會離職後，於8月31日就任岚桥集团年薪88萬澳幣的高級經濟顧問。
2021年5月，澳洲政府重新審核2015年與中國簽定有關達爾文港的99年港口租賃合約，檢視是否以國家安全為由，迫使嵐橋集團放棄相關擁有權。2023年10月，经过两年的审查后，澳大利亚决定嵐橋集團可以继续运营达尔文港。

## 能源投資
岚桥集团全資投資的西部能源公司（英語：Westside Corporation）是澳大利亞聯邦政府的天然氣加速計畫（英語：Gas Acceleration Program）一員，主要供應澳洲國內天然氣需求，並透過達爾文港運送天然氣能源到東南亞與中國。

## 旗下港口
- 中國山東日照市黃海海州灣嵐橋港，2018年物流吞吐量8000萬噸是中國最大民營貨櫃深水港[2]
- 澳洲達爾文港
- 巴拿馬運河大西洋端瑪格莉特島港（建設中，預計年吞吐量達200萬標準箱，約4000萬噸）[2]

## 軍方背景
由於嵐僑集團內部的中國共產黨黨書記賀照清曾擔任中國人民解放軍鐵道兵部隊軍官參謀長，因此引發澳大利亞戰略政策研究所質疑嵐橋集團租賃澳洲達爾文港可能被用來窺探駐軍在同港口的美國海軍陸戰隊。